# Wiechlina

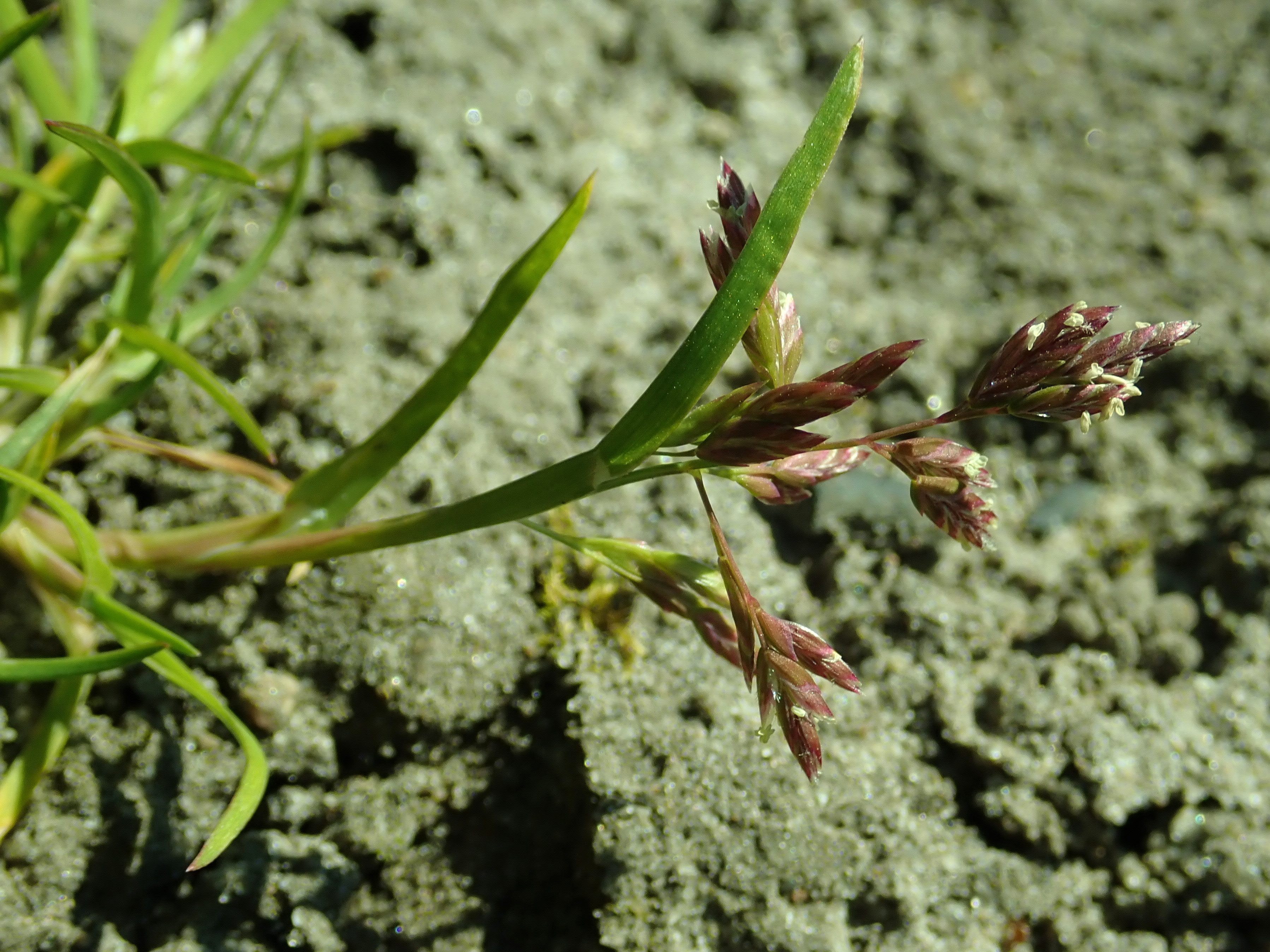
Wiechlina roczna

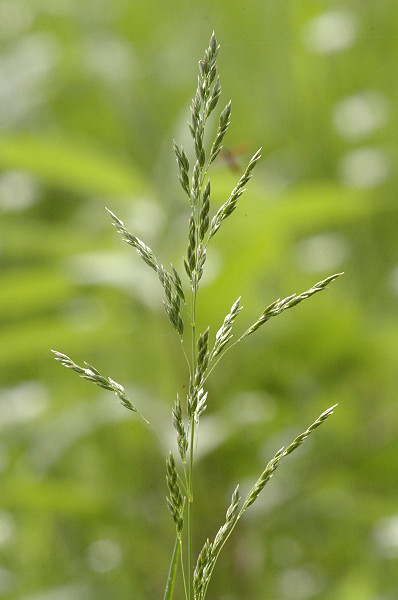
Kwiatostan wiechliny gajowej

Wiechlina, wyklina (Poa L.) – rodzaj roślin należących do rodziny wiechlinowatych (Poaceae). Wyróżnia się w jego obrębie ponad 500 gatunków – według Plants of the World Online do tego rodzaju należą 573 gatunki. Rodzaj jest kosmopolityczny – rozprzestrzeniony w strefach okołobiegunowych i umiarkowanych obu półkul, a w strefie równikowej obecny w większości obszarów górskich. W Ameryce Północnej rośnie 175 gatunków, w Europie 45 (z czego w Polsce 22), w Australii 46, w Nowej Zelandii 34.
Liczne gatunki z tego rodzaju uprawiane są jako pastewne, chroniące przed erozją i trawnikowe, niektóre są też uciążliwymi chwastami upraw.

## Morfologia
PokrójTrawy wieloletnie, tylko ok. 15 gatunków to rośliny roczne.
LiścieW pąku złożone, z charakterystycznymi dwiema bruzdami biegnącymi wzdłuż środkowej wiązki przewodzącej. Często zakończone kapturkowato. Pochwy liściowe zrośnięte na różnej wysokości. U nasady blaszki ostróg brak, języczek liściowy zwykle błoniasty.
KwiatyZwykle obupłciowe, czasem zmieszane z jednopłciowymi (zwykle żeńskimi). Kwiaty zebrane są po 2–8 w kłoski, a te w wiechowate kwiatostany złożone z 1–9 odgałęzieniami wiechy w węzłach. Plewa dolna jest 1–3-nerwowa, 3 × krótsza od kłoska. Plewa górna ma 3–5 nerwów i jest 1,5 do 2 × krótsza od kłoska. Plewka dolna jest 3–5-nerwowa, naga lub owłosiona, bezostna. Plewka górna jest 2-nerwowa.
OwoceZiarniaki owalne lub wrzecionowate, na przekroju owalne lub trójkątne.

## Systematyka
Pozycja systematyczna
Rodzaj z rodziny wiechlinowatych (Poaceae), rzędu wiechlinowców (Poales). W obrębie rodziny należy do podrodziny wiechlinowych (Pooideae), plemienia Poeae, podplemienia Poinae.
Gatunki flory Polski
Pierwsza nazwa naukowa według listy krajowej, druga – obowiązująca według bazy taksonomicznej Plants of the World online (jeśli jest inna)
- wiechlina alpejska Poa alpina L.
- wiechlina babiogórska Poa babiogorensis Bernátová & Májovský & Obuch
- wiechlina badeńska Poa badensis Haenke ex Willd. – gatunek o wątpliwym występowaniu w Polsce
- wiechlina błotna Poa palustris L.
- wiechlina cebulkowata Poa bulbosa L.
- wiechlina Chaixa, w. sudecka Poa chaixii Vill.
- wiechlina gajowa Poa nemoralis L.
- wiechlina granitowa Poa granitica Braun-Blanq.
- wiechlina łąkowa Poa pratensis L.
- wiechlina Molineriego Poa molinerii Balb.
- wiechlina niska Poa supina Schrad.
- wiechlina odległokłosa Poa remota Forselles
- wiechlina roczna Poa annua L.
- wiechlina równoplewa Poa subcaerulea Sm. ≡ Poa humilis Ehrh. ex Hoffm
- wiechlina sina Poa glauca Vahl
- wiechlina spłaszczona Poa compressa L.
- wiechlina styryjska Poa stiriaca Fritsch & Hayek
- wiechlina tatrzańska Poa × nobilis Skalińska
- wiechlina wąskolistna Poa angustifolia L.
- wiechlina wiotka Poa laxa Haenke
- wiechlina zwyczajna Poa trivialis L.

Lista gatunków